# カスピアン王子のつのぶえ
『カスピアン王子のつのぶえ』（カスピアンおうじのつのぶえ、原題：Prince Caspian: The Return to Narnia ）は、C・S・ルイスによる児童文学「ナルニア国物語」7部作のうち、2番目に執筆・出版された作品。1951年に初版が出版された。ナルニア年代記として時系列順にみると『馬と少年』に続く4番目の物語で、ピーター王治世の約1300年後の時代にあたる。日本語表記は、岩波書店で出版されている瀬田貞二訳による。

## 概要
ナルニア国がテルマール人の治める世となり、古くからのナルニアの住人、小人やもの言う動物たちが森に隠れ暮らすようになった時代、カスピアン王子は邪悪な叔父ミラースに命を狙われ、森に逃れてナルニアの住人達と暮らし始める。追い詰められて魔法の角笛を吹いたとき、別の世界から4人の子どもたちが送り込まれて彼を救う。4人はかつてナルニアの王座についていたペベンシー家のきょうだいだった。彼らはアスランの助けを得て戦いの末にカスピアンを王座につける。
カスピアンはこの物語のほか、『朝びらき丸 東の海へ』では主役の一人として登場する。『銀のいす』『さいごの戦い』にもわずかながら姿を見せる。

## 登場人物
- ピーター
- スーザン
- ルーシー
- エドマンド
- カスピアン：子どものころに父王が急逝した（実は叔父ミラースに暗殺された）ため、王位を叔父ミラースに、摂政になる形で奪われた。
- ミラース：カスピアンの叔父。兄を謀殺し王位を簒奪、さらに自分に実子が生まれたため、甥のカスピアンを亡き者にしようとする。
- リーピ・チープ：勇敢なる物言うネズミ。
- アスラン：ライオン、「大帝の息子」でナルニアの創造主。

## あらすじ
ペベンシー家の子供達がナルニアに戻ったとき、ナルニアでは1000年以上もの時が流れ、王都ケア・パラベルは荒れ果て、ナルニアは魔法や妖精が忌避された人間が支配する地となっていた。そのころ、ナルニア国の王はカスピアン王子の叔父ミラースとなっていた。ミラースはテルマール人と呼ばれる人間で、ナルニア人とは違う人々であった（このテルマール人というのは、地球にいた海賊が、ナルニアへの入り口を見つけて入ってきた者である。ストーリーの最後でアスランが語る）。カスピアン王子は、助けを呼ぶために角笛（前回ペベンシー家の四人がナルニアに来たとき、スーザンがクリスマスプレゼントとしてもらい、ナルニアにおいていったもの）を吹き鳴らす。これはどこにいようと吹けば何らかの助け（ナルニアの友たちか、はたまたアスランか）がくるというものであった。
ちょうど王子が角笛を吹いたとき、イギリスの田舎駅のホームにいたペベンシー兄弟たちは、何か見えない力に引かれてナルニアに来てしまう。ナルニアに来ると、カスピアン王子の使い、小人のトランプキンに会う。四兄弟はトランプキンとともにカスピアン王子の所に行き、ナルニア人を集めてテルマール人と闘う。しかし、ナルニア人は小人や獣などが多いのに対し、テルマール人は人間で、戦いにもすぐれていたために負けてしまう。それで、ペベンシー兄弟の長男ピーターはテルマール人の王ミラースに一騎討ちを申し込む。

## 日本語版
- カスピアン王子のつのぶえ ナルニア国ものがたり 2（瀬田貞二 訳、ポーリン・ベインズ（イラスト）、岩波書店）
- ナルニア国物語4　カスピアン王子（土屋京子 訳、YOUCHAN（挿画）、井辻朱美（作家）解説、光文社古典新訳文庫、2017年）、ISBN 978-4334753566
- 新訳 ナルニア国物語2　カスピアン王子（河合祥一郎 訳、ソノムラ（挿画）、角川文庫、2020年）、ISBN 978-4041092491

## 映画
ナルニア国物語/第2章: カスピアン王子の角笛を参照。